# Heartsease (film)
Heartsease er en amerikansk stumfilm fra 1919 af Harry Beaumont.

## Medvirkende
- Tom Moore som Eric Temple
- Helene Chadwick som Margaret Neville
- Larry Steers som O'Hara
- Alec B. Francis som Lord Neville
- Sidney Ainsworth som Sir Geoffrey Pomfret